# Marsupella truncato-apiculata
Marsupella truncato-apiculata là một loài rêu tản trong họ Gymnomitriaceae. Loài này được (Herzog) Váňa mô tả khoa học lần đầu tiên năm 2003.